# Sztankóc
Sztankóc (szlovákul: Stankovce) község Szlovákiában, a Kassai kerület Tőketerebesi járásában.

## Fekvése
Tőketerebestől 17 km-re, Gálszécstől 7 km-re északra fekszik.

## Története
A falut valószínűleg a 13. században alapították soltész általi betelepítéssel. 1355-ben „Stankoch” alakban az egri káptalan oklevelében említik először. Kezdetben Purustyán várának tartozéka volt, majd birtoka megoszlott a gálszécsi uradalom és a Boksa család között. 1421-ben részben Zeretvai Jánosé. 1441-ben még 13 és fél portája adózott, később azonban főként a török támadások miatt a lakosság száma csökkent. 1450-ben a Lesznay és Csapy családok tulajdonában találjuk. 1454-ben „Sztankocz”, 1458-ban „Stankolcza”, 1460-ban „Zthankoucz” néven szerepel a korabeli forrásokban. 1495-ben Sztankóczy Simon a falu birtokosa. 1567-ben 3 portáig adózott a falu. 1577-ben Pozsgay Márton tulajdonába kerül a település, ami 1582-ben már csak 2 portáig adózott. 1584-ben Sztankóczy György is birtokos a faluban. A 16. század végétől a gálszécsi uradalom a Drugeth család birtoka, a 17. században a Rákócziaké. 1600-ban 12 ház állt a településen, ezzel a közepes nagyságú falvak közé számított. 1610-ben lakói fél portáig adóztak. 1629-ben új birtokosok jelennek meg a községben, mint a Barkóczy, Fischer, Máriássy, Szirmay, Soós, Molnár, Kéry és Bernáth családok. 1635-ben már csak negyed portáig adóztak lakói. A 17. században a kuruc háborúk mellett pestis is pusztított, így a 18. század elejére Sztankóc kis falu lett. 1715-ben 19 házából 8 lakatlan volt. 1787-ben 35 házát 265-en lakták.
A 18. század végén Vályi András így ír róla: „SZTANKÓCZ. Tót falu Zemplén Várm. földes Urai Gr. Barkóczy, ’s több Uraságok, lakosai görögkatolikusok, fekszik n. k. Szécspolyánkához 1/2, é. Csaboczhoz 1, n. ny. Kerepléhez 1/2 fertály, dél. Visnyóhoz 1/4 órányira; hegyes, köves, és ritka földgye 3 nyomásbéli, gabonát, és zabot terem, erdeje, szőleje nints, rét nélkűl is szűkölködik; piatzok Kassán 5 mértföldnyire.”
A falu lakói eredetileg katolikusok voltak, a reformáció terjedésével azonban felvették az új hitet. Az ellenreformáció hatására később újra katolikusok lettek, illetve görögkatolikusokká váltak. Görögkatolikus plébániáját 1805-ben alapították. 1828-ban 36 házában 277 lakos élt. 1831-ben lakói részt vettek a koleralázadásban.
Fényes Elek 1851-ben kiadott geográfiai szótárában így ír a faluról: „Sztankócz, orosz falu, Zemplén vmegyében, Parnó fiókja, 42 r., 223 g. kath., 30 zsidó lak., gör. paroch. témplommal, 405 hold szántófölddel. F. u. többen. Ut. p. Vecse 1 óra.”
Templomát 1856-ban építették fel. 1896-ban említik először görögkatolikus iskoláját. 1890 és 1910 között lakói közül sokan kivándoroltak a tengerentúlra. A 20. század elején a helyi Ferenczi család volt a fő birtokosa. Lakói szövéssel, takarmány és gyümölcstermesztéssel, épületfa gyártással foglalkoztak. A faluban fűrésztelep, hús és sajtüzem működött.
Borovszky Samu monográfiasorozatának Zemplén vármegyét tárgyaló része szerint: „Sztankócz, tót kisközség 82 házzal és 279 gör. kath. vallású lakossal. Postája és távírója Parnó, vasúti állomása Szécspolyánka. A Sztankóczyak ősi birtoka és névadó községe. 1421-ben Zeretvai Jánost iktatják részeibe. 1450-ben a Lesznay család, a Csapyak és osztályos társaik a birtokosai. 1495-ben tűnik fel sztankóczy Simon, 1496-ban a váczi püspökséget uralja. 1577-ben Posgay Mártont s 1584-ben Sztankóczy Györgyöt iktatják némely részeibe. Az 1598-iki összeíráskor Losonczy Mátyás özvegye, Tussay István, Rákóczy Ferencz és Zsigmond, Sztankóczy János és Sztankóczy Szaniszló özvegye szerepelnek birtokosaiként. 1629-ben a Csapyak is szereznek itt újabb részeket, később a báró és gróf Barkóczy, a báró Fischer, a Máriássy, Szirmay, Soós, Molnár, Kéry és Bernáth családok voltak a földesurai. Most nincs nagyobb birtokosa. A XVII. századbeli pestis itt is szedte áldozatait. Gör. kath. temploma 1856-ban épült. Sztankócz közelében feküdt hajdan Ádámtelke alias Gyülvész, mely 1457-ben a Zombori Demjén pusztája volt.”
1920-ig Zemplén vármegye Gálszécsi járásához tartozott.
A szlovák nemzeti felkelés idején határában partizáncsoportok működtek, 1944. november 26-án a németek a falut felgyújtották.

## Népessége
| Év:            | 1994. | 2004.   | 2014.    | 2024.    |
| -------------- | ----- | ------- | -------- | -------- |
| Emberek száma: | 177   | 189     | 164      | 136      |
| Eltérés:       |       | +6,77 % | -13,22 % | -17,07 % |

| Év:            | 2023. | 2024.   |
| -------------- | ----- | ------- |
| Emberek száma: | 138   | 136     |
| Eltérés:       |       | -1,44 % |

1910-ben 263, túlnyomórészt szlovák lakosa volt.
2001-ben 179 lakosából 176 szlovák volt.
2011-ben 168 lakosából 164 szlovák.
2021-ben 150 lakosából 145 szlovák, 3 cseh, 2 ismeretlen nemzetiségű.

## Nevezetességei

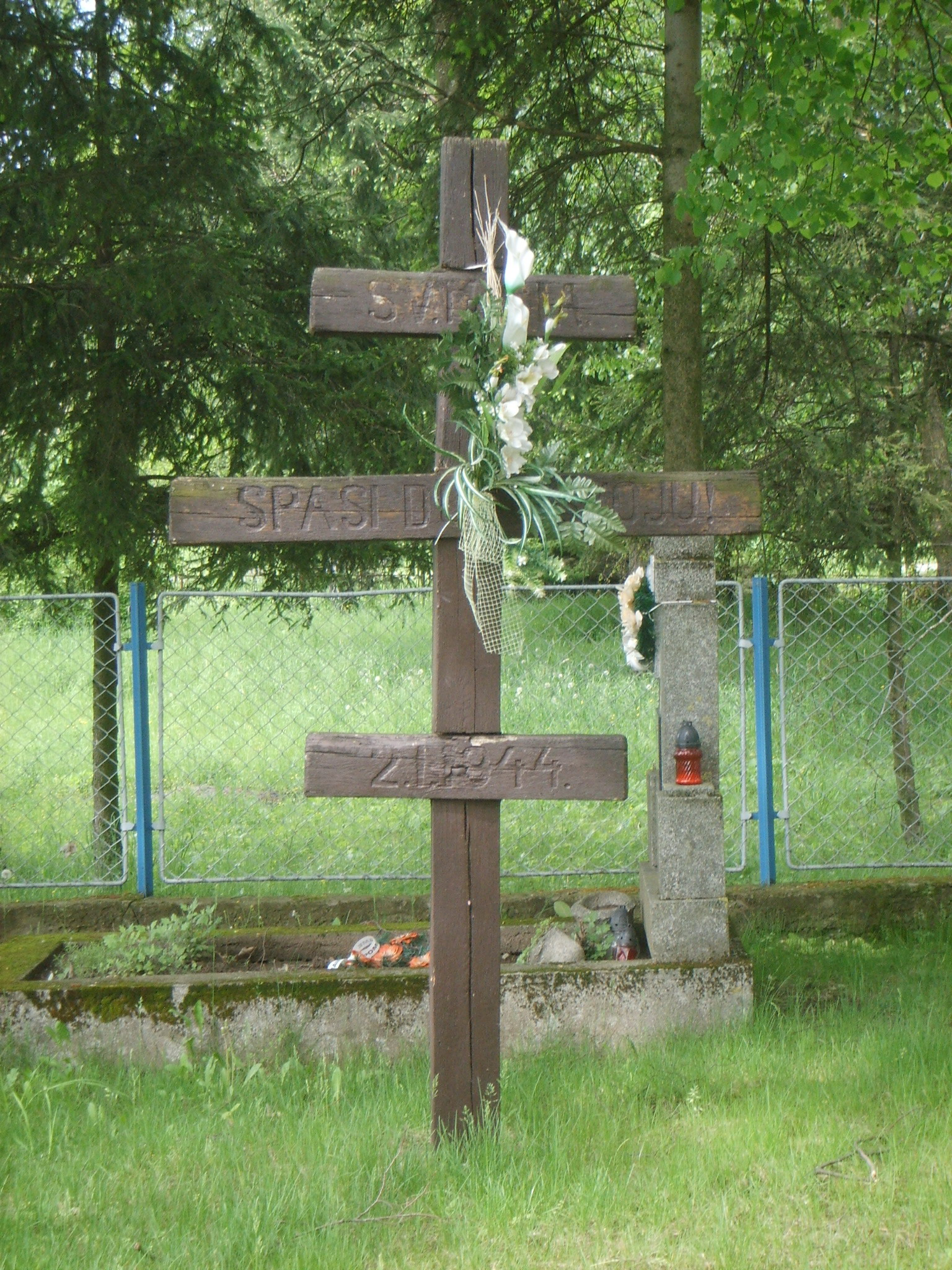
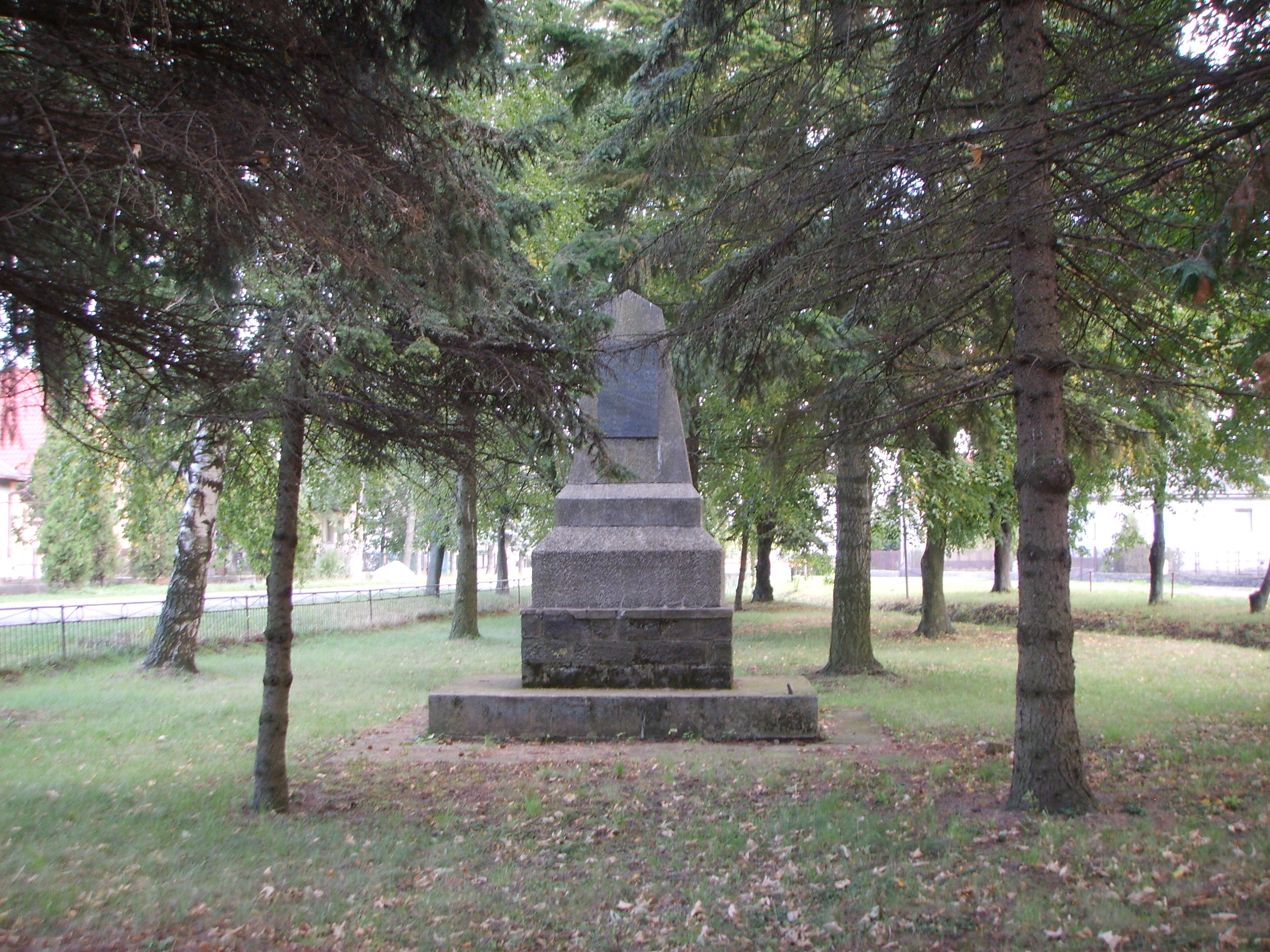

- Görögkatolikus temploma 1856-ban épült.